# The Learning Tree
The Learning Tree är en amerikansk dramafilm från 1969 i regi av Gordon Parks. Filmen är baserad på Parks roman med samma namn från 1963, som delvis är självbiografisk. I huvudrollerna ses Kyle Johnson, Alex Clarke, Estelle Evans och Dana Elcar. Filmen skildrar tonårige Newt Wingers liv, som växer upp i Cherokee Flats i Kansas, under 1920-talet. En resa mot vuxenlivet som präglas av tragiska händelser.
År 1989 var filmen en av de 25 första att väljas ut för att bevaras i National Film Registry av USA:s kongressbibliotek då den anses vara ”kulturellt, historiskt eller estetiskt betydelsefull”.

## Rollista i urval
- Kyle Johnson – Newt Winger
- Alex Clarke – Marcus Savage
- Estelle Evans – Sarah Winger
- Mira Waters – Arcella Jefferson
- George Mitchell – Jake Kiner
- Richard Ward – Booker Savage
- Malcolm Attenbury – Silas Newhall
- Russell Thorson – domare Cavanaugh
- Zooey Hall – Chauncey Cavanaugh
- Dana Elcar – sheriff Kirky
- Felix Nelson – Jack Winger
- Joel Fluellen – farbror Rob